# Д’Або, Мэриам
Мэриам д’Або (англ. Maryam d'Abo; род. 27 декабря 1960) — британская актриса. Наиболее известна по роли девушки агента 007 в фильме «Искры из глаз».

## Биография
Мэриам родилась в Хаммерсмите — западной части лондонского округа Хаммерсмит и Фулхэм в семье грузинки и голландца. Дед актрисы — знаменитый генерал Георгий Квинитадзе. Детство Мэриам прошло в Париже и Женеве. Певец Майк д’Або и актриса Оливия д'Або — её кузены.

## Карьера
Дебютировала в кино в 1983 году ролью в фантастическом ужастике «Экстро». Настоящая мировая популярность настигла её в 1987 году, когда д’Або пригласили стать подружкой героя Тимоти Далтона (чехословацкой виолончелисткой Карой) в очередном фильме про приключения супершпиона МИ-6 Джеймса Бонда. В качестве рекламы фильма актриса приняла участие в фотосессии для журнала Playboy. Позднее она скажет, что те фотографии были её ошибкой.
В 1988 году Мэриам приняла участие в съёмках популярного сериала NBC «Что-то не отсюда» и его киноверсии.
В 1992—1994 годах немало снималась на ТВ и в кино. В 1994 году на мировые экраны вышел фильм «Версия Браунинга» Майка Фиггиса, где Мэриам д’Або снималась в компании целой группы звёзд мировой величины. Но повторить славу роли в бондиане ей никак не удавалось.
В 2002 году актриса сыграла роль Амалии Гишар, матери Лары, в экранизации знаменитого романа Бориса Пастернака «Доктор Живаго». В этом же году совместно с американским писателем Джоном Корком написала книгу «Девушки Бонда навсегда» (англ. Bond Girls Are Forever), по которой был снят одноимённый документальный фильм. Актриса стала ведущей фильма и взяла интервью у актрис, исполнявших роль девушек агента 007.
В 2003 году вышла замуж за оскароносного режиссёра Хью Хадсона. Личная жизнь и карьера Мэриам складывались вполне позитивно, но в 2006 году она перенесла инсульт в тяжёлой форме. Оправившись от болезни, актриса стала посвящать этой теме немалую часть своего творчества и в 2009 году приняла участие в съёмках документального фильма об инсульте.
В настоящее время актриса продолжает активную актёрскую деятельность.

## Избранная фильмография
| Год  |     | Русское название                 | Оригинальное название                         | Роль               |
| ---- | --- | -------------------------------- | --------------------------------------------- | ------------------ |
| 1983 | ф   | Экстро                           | Xtro                                          | Ана-Лиза Мерсье    |
| 1984 | мс  | Интриганка                       | Master of the Gam                             | Доминик Массон     |
| 1984 | ф   | До сентября                      | Until September                               | Натали             |
| 1985 | ф   | Белые ночи                       | White Nights                                  | француженка        |
| 1986 | с   | Если наступит завтра             | If Tomorrow Comes                             | Соланж             |
| 1987 | ф   | Искры из глаз                    | The Living Daylights                          | Кара Миловы        |
| 1988 | ф   | Нечто их другого мира            | Something Is Out There                        | Ta'Рa              |
| 1992 | с   | Она написала убийство            | Murder, She Wrote                             | Барбара Кэллоуэй   |
| 1992 | с   | Дневники Красной Туфельки        | Red Shoe Diaries                              | Зои                |
| 1992 | ф   | Леон-свиновод                    | Leon the Pig Farmer                           | Мэдэлин            |
| 1992 | ф   | Сильнейший удар                  | Shootfighter: Fight to the Death              | Шерил Уолкер       |
| 1993 | с   | Байки из склепа                  | Tales from the Crypt                          | Грета              |
| 1994 | ф   | Версия Браунинга                 | The Browning Version                          | Диана              |
| 1995 | с   | Космический полицейский участок  | Space Precinct                                | Камбрия Элон       |
| 1996 | ф   | Дикие сердца                     | Savage Hearts                                 | Беатрис Бакстер    |
| 1997 | ф   | Итак, это и есть любовный роман? | So This Is Romance?                           | Сара II            |
| 1998 | с   | Маугли                           | Mowgli: The New Adventures of the Jungle Book | Элайна Бендел      |
| 2002 | ф   | Доктор Живаго                    | Doctor Zhivago                                | Амалия Гишар       |
| 2003 | ф   | Елена Троянская                  | Helen of Troy                                 | Королева Гекуба    |
| 2004 | с   | Профессионалы                    | San-Antonio                                   | Марго              |
| 2005 | ф   | Ад                               | L'enfer                                       | Жюли               |
| 2006 | ф   | Принц и я: Королевская свадьба   | The Prince & Me II: The Royal Wedding         | Королева Розалинда |
| 2009 | ф   | Дориан Грей                      | Dorian Gray                                   | Глэдис             |
| 2009 | док | Девушка с влажными глазами       | The Girl with Liquid Eyes                     | рассказчик         |
| 2012 | кор | Мадам Ида                        | Madame Ida                                    | Ромэйн             |
| 2013 | ф   | 13 шагов вниз                    | 13 Steps Down                                 | мадам Одетт        |
| 2016 | ф   | Альтамира                        | Altamira                                      | Элена              |